# Busset
Busset är en kommun i departementet Allier i regionen Auvergne-Rhône-Alpes i de centrala delarna av Frankrike. Kommunen ligger  i kantonen Cusset-Sud som ligger i arrondissementet Vichy. År 2022 hade Busset 810 invånare.

## Befolkningsutveckling
Antalet invånare i kommunen Busset
Referens: INSEE